# Azpeitia
Azpeitia je grad i općina od 14 509 stanovnika u španjolskoj provinciji Gipuskoa unutar Baskije.

## Geografske karakteristike
Azpeitia leži na krajnjem sjeverozapadu Španjolske, na rijeci Urola 
nedaleko od San Sebastiána.

## Vanjske poveznice
- Službene stranice grada